# 爱德华·D·霍克
愛德華·丹廷格·霍克（Edward Dentinger Hoch，1930年2月22日—2008年1月17日）是美國當代推理小說產量最豐富的作家，以其鉅量的短篇小說聞名，單是在《艾勒里·昆恩推理雜誌》上載登的短篇小說已經超過400部，連同其他雜誌上連載的，霍克的短篇小說產量接近1000部。除多產外，霍克模仿艾勒里·昆恩的寫作手法亦十分知名，昆恩晚年推出的《色情電影謀殺案》便是由霍克代筆。